# Dilate
Dilate és el setè àlbum d'estudi de la cantant i compositora Ani DiFranco publicat al 1996 sota el segell de la seva pròpia productora, Righteous Babe Records.
Aquest es el seu disc més venut i més aclamat per la crítica, amb vendes als Estats Units per sobre de les 480.000 còpies segons SoundScan. La revista Slant el va col·locar a la posició 67 a la seva llista de "Els 100 millors àlbums dels '90". Sputnikmusic el va situar al 59 dels “Millors àlbums de rock alternatiu del 1996”. El web AOTY (Album Of The Year) ho va fer a la posició 12 del “Millor àlbum folk del 1996” i 76 del “Millor àlbum folk de la dècada dels ‘90”.
DiFranco ofereix una versió pròpia del himne cristià i clàssic popular «Amazing Grace» de John Newton, que va incorporar als seus directes apareixent l'any següent a Living in Clip.

## Llista de cançons
Totes les cançons foren escrites i compostes per Ani DiFranco, excepte on s'indiqui. 
| Núm. | Títol                         | Durada |
| ---- | ----------------------------- | ------ |
| 1.   | «Untouchable Face»            | 4:38   |
| 2.   | «Outta Me, Onto You»          | 4:35   |
| 3.   | «Superhero»                   | 4:45   |
| 4.   | «Dilate»                      | 4:48   |
| 5.   | «Amazing Grace» (John Newton) | 7:07   |
| 6.   | «Napoleon»                    | 6:24   |
| 7.   | «Shameless»                   | 4:51   |
| 8.   | «Done Wrong»                  | 6:31   |
| 9.   | «Going Down»                  | 4:50   |
| 10.  | «Adam and Eve»                | 6:37   |
| 11.  | «Joyful Girl»                 | 5:04   |

## Personal
- Ani DiFranco - veu, guitarra acústica, baix, orgue Hammond, sintetitzador, tambors, tenor guitar, steel guitar, bongos, sacsejador, sansa
- Andy Stochansky - bateria
- David Travers-Smith - trompeta
- Michael Ramos - orgue Hammond

### Producció
- Producció - Ani DiFranco
- Enginyeria - Ed Stone, Mark Hallman, Marty Lester, Bob Doidge, Robin Aube, Andrew Gilchrist
- Mescla - Ani DiFranco
- Masterització - Chris Bellman
- Disseny - Ani DiFranco, Adam Pause
- Fotografia - Mark Van-S

## Llistes
| Any  | Llista        | Posició |
| ---- | ------------- | ------- |
| 1996 | Billboard 200 | 87      |